# Razif Sidek
Razif Sidek (29 de mayo de 1962) es un deportista malasio que compitió en bádminton, en la modalidad de dobles.
Participó en los Juegos Olímpicos de Barcelona 1992, obteniendo una medalla de bronce en la prueba de dobles. Ganó dos medallas en el Campeonato Mundial de Bádminton en los años 1987 y 1989.

## Palmarés internacional
| Juegos Olímpicos   | Juegos Olímpicos    | Juegos Olímpicos  | Juegos Olímpicos |
| Año                | Lugar               | Medalla           | Prueba           |
| ------------------ | ------------------- | ----------------- | ---------------- |
| 1992               | Barcelona (España)  | Medalla de bronce | Dobles           |
| Campeonato Mundial |                     |                   |                  |
| Año                | Lugar               | Medalla           | Prueba           |
| 1987               | Pekín (China)       | Medalla de plata  | Dobles           |
| 1989               | Yakarta (Indonesia) | Medalla de bronce | Dobles           |